# Вперед (газета, Ужгород)
«Вперед» (спочатку «Народ»), друкований орган соціал-демократів на Закарпатті від 1920 року, тижнева газета.

## Значення і суспільна позиція
Одна з найпопулярніших і наймасовіших газет на Закарпатті.
Виходила під гаслом: «Нуждарі всіх народів, єднайтеся!».
Друкувала статті на економічні й соціальні теми, присвячені боротьбі за підвищення зарплати робітників, дотримування 8-годинного робочого дня, проведення радикальної земельної реформи, виплати воєнним інвалідам державних пенсій тощо, які формували політичну думку на Закарпатті.
Виходила українською (руською) мовою із значним використанням місцевих говорів, головним чином, діалектної лексики. До 1925 р. газета виходила етимологічним правописом (згідно з «Граматикою руського язика» І. Панькевича), який у 1919 р. зарекомендувала до тимчасового вжитку на Закарпатті Чеська академія наук і мистецтв.
Для означення Закарпаття газета вживала офіційну назву «Підкарпатська Русь».

## Керівництво та реформи
Відповідальні редактори — Євген Пуза та Степан Клочурак.
Оскільки під назвою «Народ» від 1919 р. у Станіславі виходила щоденна газета Української радикальної партії під редакцією М. Балицького, в 1921 р. Руська соціал-демократична партія змінила назву свого друкованого органу на «Вперед».

## Публіцистична діяльність і зв'язок із читачем
Газета мала широку сітку кореспондентів у всіх регіонах Закарпатської України та Пряшівщини, які повідомляли редакцію про найактуальніші події. Систематично публікувалися листи читачів на сторінках газети. Працівники редакції щотижня виїжджали в села, щоб бути інформованим про події безпосередньо від населення.
Національному і мовному питанням газета присвятила багато статей, суть яких полягала у тому, що закарпатські русини — складова частина українського народу, а їх мова — найзахідніший діалект української мови. Терміни «русин», «руський» були для газети синонімами новіших етнонімів «українець», «український».
Прикладом захисту індивідуальних прав є низка публікацій на початку 20-х років, коли редакція гостро виступила проти спроби начальника ужгородської залізничної станції (галицького москвофіла) звільнити з державної служби залізничника Івана Чулика, батька десятьох дітей. За цю оборону цензура скасувала весь тираж газети, однак І. Чулика вдалося врятувати. Коли 1924 р. інцидент з І. Чуликом повторився і дисциплінарний суд остаточно звільнив його з державної служби, редактор газети С. Клочурак написав відкритого листа Міністерству залізниць і знов врятував родину свідомого українця від злиднів.

## Політичні погляди
Наперекір тому, що в першій половині 1920-х років соціал-демократи мали міцні позиції в уряді і парламенті Чехо-Словацької Республіки, зміст газети «Вперед» був в опозиції до офіційної політики уряду. Через це цензура «вибілювала» цілі сторінки газети, інколи конфіскувала весь її наклад, внаслідок чого редакція змушена була випускати новий наклад із приміткою «Після конфіскації друге видання».
Статті, опубліковані в газеті, часто ставали приводом для інтерпеляції послів у сеймі (парламенті) ЧСР й уряд змушений був приймати конкретні заходи для поліпшення справ.
Клочурак:
 «Голод на Верховині єсть каждорічним гостем. Не єсть такого року, щоби тамошні жителі не потребовали державної подпори. Сего року мусить держава також прийти на поміч тамошнім жителям і оборонити їх од крайної нужди. Ті люди суть одказані на вічну нужду і недостатки. Як довідуємося, уряди ще до сего часу не зробили жадного кроку в інтересі голодуючих верств і ще до сего часу в Ужгороді навіть нічого не знають про нещасне положення жителів Верховини. Ми звертаємо увагу урядів на катастрофальне положення Верховини і жадаємо, щоби Цивільна управа сейчас поробила кроки, аби влада ще завчас прийшла на поміч тим нещасним жителям».
Редакція: br /> «Російське робітництво дуже дорого заплатило за свій революційний романтизм, вийшло з революції з подесяткованими рядами, з голими руками і без надії в лучшу будучність. В теперішній комуністичній Росії панує така безробітниця, котра перевисшає безробітництво в капіталістичній Англії… То єсть велике щастя, коли робітник достане до рук повну платню, цілий заробок. В дійсності робітники подеколи дістануть десятину, п'ятину із зарібку до своїх рук. При таких обставинах як може жити робітник? Робітник місто зароблених грошей дістане бон, талон і до висоти вартості таких паперів закуповує в конзумі або од самої фабрики одержить только що найпотрібніше… Говориться про вигоди, які держава дає робітникам, як напримір, що робітник за квартиру дуже мало або нічого не платить. При тому замовчують, що там ще більша нужда на квартири як у нас… Більшовики дуже широке соціальне забезпечення обіцяли… Однак з тої обіцянки майже нічого не сповнили. Самі більшовики признаються, що на полі соціальної політики далеко стоять од західних держав, які Росію дуже попередили. Отже, як видно, робітництво в комуністичній державі далеко гірше жиє як інде… Нині після заведення нового курсу господарської політики, тамошнього робітника використовують в гірший спосіб як в нас… Російські фахові організації не мають майже жадного значіння, супроти заводних управ не сміють виступати, бо комуністична влада тоді готова поставитися проти робітництва».

## Головні редактори
| 1920—1926 |  | - | Степан Клочурак | потребує уточнення | те саме |